# Aéroport de Port Hedland
L'Aéroport de Port Hedland (Port Hedland International Airport code IATA : PHE est situé à proximité de la ville de Port Hedland en Australie-Occidentale.
Il est desservi par les compagnies Qantas et Virgin Australia.

## Situation
| Alice Springs Sydney Melbourne Brisbane Perth Adélaïde Darwin Gold Coast Cairns Hobart Canberra Townsville Launceston Newcastle Mackay Sunshine Coast Port Hedland Ayers Rock-Uluru |

## Statistiques
Pour des raisons techniques, il est temporairement impossible d'afficher le graphique qui aurait dû être présenté ici.

Voir la requête brute et les sources sur Wikidata.